# Парзи (река)
Парзи — река в России, протекает в Удмуртии. Левый приток Сепыча (бассейн Чепцы).

## География
Длина реки составляет 24 км. Берёт начало в 1,5-2 км к северо-северо-востоку от деревни Малый Вениж в Юкаменском районе на Красногорской возвышенности. Течёт по лесистой местности на северо-восток, в верховьях входит в Глазовский район. Впадает в Сепыч по левому берегу напротив малой деревни Котнырево (20 км от устья).
Имеются пруды в верховьях. Основной приток — Озегвай (правый, длина 14 км).
На берегах расположены населённые пункты (от истока): Парзинское СПТУ № 7, Главатских, Новые Парзи, Парзи, Абагурт, Татарские Парзи, Удмуртские Парзи и дачные посёлки.
Вблизи деревни Татарские Парзи реку пересекает автодорога Глазов — Красногорское.

## Данные водного реестра
По данным государственного водного реестра России относится к Камскому бассейновому округу, водохозяйственный участок реки — Чепца от истока до устья, речной подбассейн реки — Вятка. Речной бассейн реки — Кама.
Код объекта в государственном водном реестре — 10010300112111100033087.